# Илханат
Илханат (на персийски: سلسله ایلخانی; на монголски: Ил Хан улс) е монголско ханство, създадено на териториите на Персия през 13 век като част от Монголската империя. От хан Газан монголските владетели на Илханата и по-голямата част от населението следват исляма. Териториите на страната обхващат днешен Иран, по-голямата част от Ирак, Афганистан, Туркменистан, Армения, Азербайджан, Грузия, Турция и Западен Пакистан. Ханството е основано през 1256 година от внука на Чингис хан, Хулегу хан.

## Хулегу хан
След битката при Кьосе даг през 1243 г., монголската армия покорява Анатолия и принуждава Румелийския султанат да стане васал на държавата Илханат.
Основател на управляващата династия в ханството е хан Хулегу, внук на Чингис хан и брат на великите ханове Мунке и Кубилай. Тръгвайки от Баиджу през 1255 или 1256 г., той цели да превземе мюсюлманските държави на запад. Тази инвазия води до бежанска вълна от значителни групи тюрки на запад към Анатолия, бягащи от монголските племена. В Трансоксиана и Сирия Хулегу основава Югозападен Илханат, подчинен на монголската метрополия.
Смъртта на великия хан Мунке принуждава илхан Хулегу да напусне Персия, за да участва в избирането на следващия велик хан. В негово отсъствие монголските сили претърпяват поражение от мамелюците в битката при Айн Джалут, която маркира крайния предел на монголските завоевания в Близкия изток.

## Ранният Илханат
Терминът Ил-хан означава „подчинен хан“ и се свързва с основната разлика на илхановете с великите ханове на Монголската империя. До края на управлението си, Кубилаидите (наследниците на Кубилай хан) на изток успяват да запазват своята власт над илхановете. Наследниците на Хулегу удържат властта си в Персия за следващите осемдесет години, като в началото те са последователи на шаманизма, впоследствие на будизма и накрая на исляма.
През цялото съществуване на Илханата монголците остават противници на мамелюците, но никога не успяват да организират мащабна кампания срещу тях, защото са въвлечени в конфликти с други монголски държави – Златната орда на север и Чагатайския улус на изток.

## Франкско-монголски съюз
Запазени са документи от Втория Лионски събор, свидетелстващи за опити за формиране на съюз между монголците и държавите от Западна Европа (наричани от монголците общо „франки“) през периода около Седмия кръстоносен поход. Въпреки солидарността им срещу мамелюците като общ враг, илхановете и европейците никога не успяват да съберат своите сили.

## Приемане на Исляма
В периода след смъртта на Хулегу сред жителите на Илханата масово се разпространява тибетския будизъм. Хан Газан приема и официално фаворизира исляма, за да приобщи немонголското население към режима. Вследствие на това християните и евреите губят своя равноправен статут и започват да плащат допълнителни данъци.
Приемането на исляма няма почти никакъв външно-политически ефект и хан Газан продължава войната с мамелюците за контрол над Сирия. Неговият престолонаследник продължава политиката на хан Газан, въпреки предположенията, че може да започне да поддържа шиитския ислям, съдейки по голямото влияние на шиитския теолог Ал-Хилли над него.

## Разпадане
След смъртта на последния илхан Абу Саид през 1335 г., ханството се разпада на няколко малки държави. По-късно Тимур успява да обедини отново старите териториите на Илханата под монголско върховенство.

## Наследство
Илаханатът постила път за формирането на държавата на Сефевидите и така за формирането на модерен Иран. Военните успехи на Хулегу също така отварят Иран за европейско влияние от запад и китайско от изток. Това, в комбинация с патронажа на неговите наследници, създава основата за развитието на иранската архитектура. Под управлението на илхановете, иранските историци спират да пишат на арабски и започват да използват персийски език.